# 이태성
이태성(한국 한자: 李太成, 1985년 4월 21일 ~ )은 대한민국의 배우이다.

## 학력
- 선부초등학교 (졸업)
- 이수중학교 (졸업)
- 서울고등학교 (전학) → 안산공업고등학교 (졸업)
- 대덕대학교 예체능계열 모델학과 전문학사 (졸업)
- 호남대학교 예술대학 다매체영상학과 (졸업)
- 호남대학교 대학원 (재학)

## 연기 활동
안산공업고등학교 시절에는 야구선수로 활동했으며, 포지션은 투수였다. 어깨 부상으로 야구선수를 그만두고, 진로를 연기자로 바꿨으며 본인(이태성)(본명 이성덕)과 비슷한 사례로 조찬형이 있는데 시합 도중 어깨 부상을 당하면서 고등학교(공주고) 졸업과 함께 야구를 그만둔 뒤 배우로 활동했다.

### 드라마
- 2003년 KBS2 일일시트콤 《달려라 울엄마》
- 2007년 KBS2 2부작 드라마 《우리를 행복하게 하는 몇 가지 질문》 ... 정욱 역
- 2007년 MBC 미니시리즈 《9회말 2아웃》 ... 김정주 역
- 2007년 MBC 미니시리즈 《개와 늑대의 시간》 ... 배상식 역
- 2008년 SBS 미니시리즈 《떼루아》 ... 단별 역
- 2009년 MBC 드라마넷 《하자전담반 제로》 ... 김우진 역
- 2009년 ~ 2010년 MBC 일일연속극 《살맛 납니다》 ... 장유진 역
- 2010년 KBS2 단막극 《KBS 드라마 스페셜》 〈옆집 아줌마〉 ... 병훈 역
- 2010년 MBC 수목 미니시리즈 《장난스런 키스》 ... 봉준구 역
- 2011년 Trend E 8부작드라마 《피아니시모》
- 2011년 ~ 2012년 MBC 주말특별기획 《애정만만세》 ... 변동우 역
- 2012년 SBS 미니시리즈 《옥탑방 왕세자》 ... 용태무 역
- 2013년 MBC 주말연속극 《금 나와라, 뚝딱!》 ... 박현준 역
- 2015년 MBC 주말연속극 《엄마》 ... 김강재 역
- 2017년 ~ 2018년 KBS2 주말연속극 《황금빛 내 인생》 ... 서지태 역
- 2018년 JTBC 월화드라마 《미스 함무라비》... 민용준 역
- 2019년 MBC 주말특별기획 《황금정원》 ... 최준기 역
- 2020년 tvN 토일드라마 《화양연화》 ... 주영우 역
- 2021년 SBS 금요드라마 《펜트하우스 3》 ... 검사 역 (특별출연)
- 2022년 tvN 월화드라마 《고스트 닥터》 ... 장민호 역
- 2022년 SBS 금토드라마 《왜 오수재인가》 ... 안강훈 역 (1회 특별출연)
- 2022년 KBS2 주말드라마 《삼남매가 용감하게》 ... 차윤호 역

### 영화
- 2004년 《슈퍼스타 감사용》... 스턴트 대역, 구천서 역
- 2005년 《사랑니》 ... 이석/이수 역
- 2006년 《폭력써클》 ... 김재구 역
- 2007년 《캬라멜》
- 2008년 《너를 잊지 않을 거야》 ... 이수현 역
- 2010년 《내 남자의 순이》 ... 광수 역
- 2022년 《짜장면...고맙습니다》 ... 스키야키식당 사장 역 (특별출연)

### 뮤지컬
- 2016~2017 더 언더독 대학로 유니플렉스 1관

### 뮤직비디오
- 2010년 가비엔제이 - 해바라기

## 연기 외 활동

### CF
- 2011년 현대해상 다이렉트보험 "하이카"
- 2013년 해양경찰청 긴급신고전화 122
- 2015년 PGNC스포츠웨어 PGR골프
- 2016년 PGNC스포츠웨어 PGR골프

### 예능
- 2010년 O'live 《it city 일본에서 놀자》
- 2010년 KBS 2TV 《스쿨 버라이어티 백점만점》
- 2011년 채널A 《K-POP CON》 MC
- 2012년 MBC 《두근두근 흔들려》
- 2012년 MBC 《무한도전》
- 2012년 QTV 《I'm Real 이태성, 호주 케언즈 가다》
- 2012년 MBC MUSIC 《그 여자 작사 그 남자 작곡 시즌 2》
- 2016년 MBC 《미스터리 음악쇼 복면가왕》 - 날고 싶은 비행소년
- 2016년 MBC 《진짜 사나이》
- 2016년 KBS 2TV 《불후의 명곡 - 전설을 노래하다》
- 2018년 2월 1일 KBS 2TV 《해피투게더 3》 524회 황금빛 미친 존재감 특집 게스트
- 2019년 MBC 《황금어장 - 라디오스타》 게스트 출연
- 2020년 SBS 《미운 우리 새끼》 - 고정 출연 (2020년 3월 22일 스페셜 MC, 2020년 4월 5일 ~ )
- 2020년 KBS2 《불후의 명곡 - 전설을 노래하다》 - 게스트 (배우특집 동생 성유빈과 동반출연/9월 19일 방송분 출연)
- 2021년 MBC 에브리원/MBC 스포츠플러스 - 《달려라 댕댕이》
- 2021년 채널A 《오은영의 금쪽상담소》 1회

### 교양
- 2020년 TV조선 《식객 허영만의 백반기행》 43회

## 음반 참여
- 성익 - 온리 원(피처링) (2005년)
- 남자가 사랑할 때 (2007년 6월 1일)

## 수상 및 후보
| 연도 | 시상식                            | 부문                                | 작품                       | 결과 |
| ---- | --------------------------------- | ----------------------------------- | -------------------------- | ---- |
| 2005 | 제26회 청룡영화상                 | 신인남우상                          | 사랑니                     | 후보 |
| 2005 | 제4회 대한민국 영화대상           | 신인남우상                          | 사랑니                     | 후보 |
| 2006 | 제42회 백상예술대상               | 영화부문 남자신인연기상             | 사랑니                     | 후보 |
| 2007 | 제3회 프리미어 라이징 스타 어워즈 | 신인남자배우상                      | 폭력써클                   | 수상 |
| 2009 | 제4회 앙드레김 베스트 스타 어워드 | 연기자부문 베스트드레서상           | 빈칸                       | 수상 |
| 2010 | MBC 연기대상                      | 남자 신인연기상                     | 살맛 납니다, 장난스런 키스 | 수상 |
| 2011 | 제6회 아시아모델상                | 뉴스타상                            | 빈칸                       | 수상 |
| 2011 | 제19회 대한민국문화연예대상       | 드라마부문 남자 최우수연기상        | 애정만만세                 | 수상 |
| 2011 | 제12회 대한민국영상대전           | 포토제닉상 탤런트부문               | 애정만만세                 | 수상 |
| 2012 | SBS 연기대상                      | 드라마스페셜부문 남자 특별연기상    | 옥탑방 왕세자              | 후보 |
| 2019 | MBC 연기대상                      | 일일·주말드라마부문 남자 우수연기상 | 황금정원                   | 후보 |

## 이슈
- 야구선수로 활동하던 시절에는 서울고등학교를 다니다가 안산공업고등학교로 전학하여 졸업했다. 그래서 포수 허도환과 아는 사이라고 하며, 허도환의 인터뷰에서 그의 본명이 알려졌다.[2]
- 이태성은 김광현의 안산공업고등학교 3년 선배이기도 하다.
- 이태성은 자신보다 7살 연상인 여성과 2012년에 혼인신고를 했으며, 그 전에 2011년 4월에 얻은 아들 1명이 있다. 그러나 제대를 앞둔 2015년 2월에 이혼했고, 이후 본인이 아들을 맡아서 키우고 있다.[3]
- 2013년 10월 29일에 입대한 그는 입대하기 전에 아들을 두고 있었기 때문에 상근예비역으로 복무했다. 군 복무 도중에는 아들의 양육 문제 때문에 생활고를 겪었다고 고백했다.[4]
- 어머니가 2022년에 단편영화를 통해 영화감독으로 데뷔하자, 영화각본 작업을 겸하기 시작했다. 또한 화가 겸업을 선언하여 개인전을 열기도 했다.

## 가족 관계
- 아버지 : 이윤식
- 어머니 : 박영혜 (1960년 8월 25일 ~)
- 아들 : 이한승 (2011년 4월 12일 ~ )
- 동생 : 성유빈 (1987년 8월 31일 ~ )